# ヤマゴボウ科

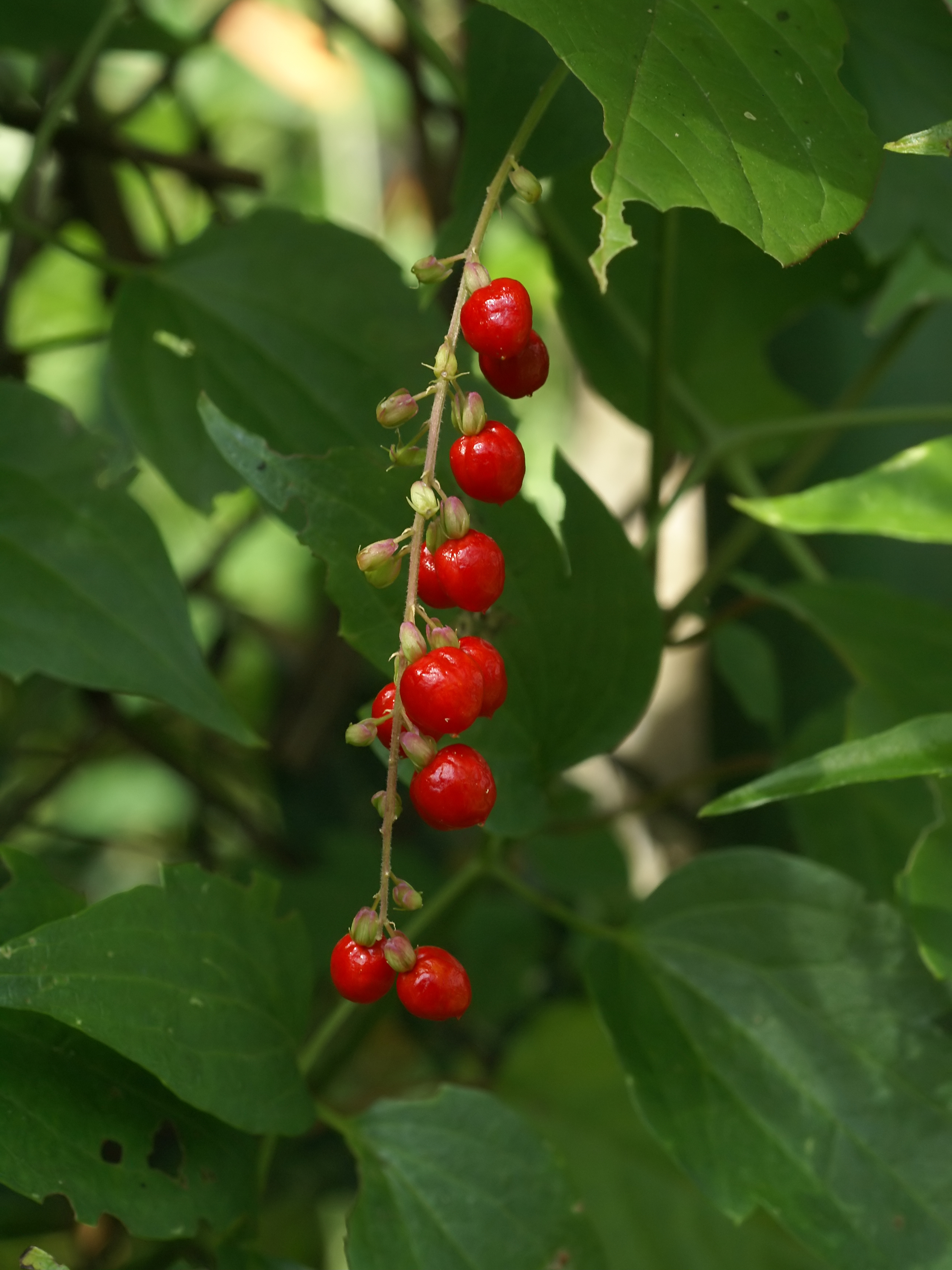
ジュズサンゴ

ヤマゴボウ科（やまごぼうか、Phytolaccaceae）は、ナデシコ目に属する双子葉植物の一つで、約22属120種がこの科に属する。熱帯アメリカやアフリカ南部に多くの種類が野生しており、日本ではヤマゴボウ、マルミノヤマゴボウ、帰化したヨウシュヤマゴボウの3種を見ることができる。なおこの科に属するとされていたジュズサンゴは現在ではジュズサンゴ科とされている。インクベリーと呼ばれる染料の原料になる植物である。山菜の“山ゴボウ”はアザミの根であり，このヤマゴボウは，有毒物質を含んでいる為，食用には出来ない植物である．“ヤマゴボウ”の根ではないので注意をする事が必要である．また，有毒な果実をブルーベリーと間違えて収穫したり，テレビ番組でも，詳しく無い番組スタッフに依って，ブルーベリーと紹介されて仕舞う事があったりしている。

## 主な属
- Agdestis 1種
- Anisomeria 3種
- Ercilla  2種
- Nowickea 2種
- ヤマゴボウ属 Phytolacca L. 約35種

以下の属はAPGⅣ (2016) でジュズサンゴ科 (Petiveriaceae) として分離された。
- Gallesia
- Hilleria
- Ledenbergia
- Monococcus
- Petiveria
- ジュズサンゴ属 Rivina
  - Rivina humilis ジュズサンゴ（栽培種）

- Schindleria
- Seguieria
- Trichostigma